# Lapparentosaurus
Lapparentosaurus ("ještěr Alberta-Félixe de Lapparenta") byl rod velkého sauropodního (možná brachiosauridního) dinosaura, popsaného v roce 1986, jeho fosilie však byly popsány pod rodovým jménem Bothriospondylus již roku 1895.

## Historie
Fosilie tohoto sauropodního dinosaura byly objeveny koncem 19. století na území Madagaskaru. Vzhledem k tomu, že tyto zkameněliny neodpovídají evropským zástupcům rodu Bothriospondylus, byly paleontologem J. F. Bonapartem v roce 1986 přeřazeny do samostatného rodu Lapparentosaurus. Typový a jediný dnes známý druh je L. madagascariensis. Některé fosilie tohoto taxonu mohly ve skutečnosti patřit rodu Narindasaurus.
Přesné vývojové vazby tohoto taxonu jsou dosud neznámé. Fosilie tohoto dinosaura byly objeveny v několika různých horninových faciích a jedná se pravděpodobně o pozůstatek mělké laguny.

## Popis
Typový jedinec MAA 91-92 sestává ze dvou neurálních oblouků a částí kostí končetin. Analýza přírůstkových kruhů na kostech potvrdila, že tito dinosauři se mohli dožívat věku kolem 43 let, přitom však rostli a dospívali velmi rychle. Přesnější rozměry tohoto sauropoda nelze z dosud objevených fosilních pozůstatků odhadnout. Pravděpodobně se jednalo o středně velkého sauropoda, dorůstajícího do délky kolem 15 metrů.